# Перелік пам'яток культурної спадщини, що не підлягають приватизації (Харківська область)
В Харківській області до переліку пам'яток культурної спадщини, що не підлягають приватизації, внесено 40 об'єктів культурної спадщини України, зокрема, в містах обласного значення — 12 (8 у Харкові, 3 в Ізюмі, 1 у Чугуєві).

## Харків
У Харкові знаходиться вісім об'єктів культурної спадщини України, що занесено до Державного реєстру нерухомих пам'яток України та не підлягають приватизації:
| Найменування пам'ятки | Час створення         | Місце розташування (адреса)     | Зображення | Охоронний номер |
| --- | --------------------- | ------------------------------- | ---------- | --------------- |
| Особняк | початок XX ст.        | Харків, вул. Алчевських, 47     |            | 8-Ха            |
| Семінарія, у якій навчався П. А. Грабовський та у якій розміщувалася школа Червоних старшин імені Всеукраїнського центрального виконавчого комітету | 1851 рік              | Харків, вул. Семінарська, 46    |            | 20-Ха           |
| Особняк | 1899 рік              | Харків, вул. Благовіщенська, 17 |            | 181/А-Ха        |
| Особняк з огорожею Колишній приватний особняк, побудований по проекту архітектора В. М. Володимирова, в якому протягом 1923—1926 рр. жив Олександр Довженко (про що свідчить меморіальна табличка). Наразі — обласний будинок народної творчості. | початок XX ст.        | Харків, вул. Пушкінська, 62     |            | 293-Ха          |
| Будівля недільної школи Х. Д. Алчевської | 1896 рік              | Харків, вул. Жон Мироносиць, 9  |            | 380-Ха          |
| Особняк Спочатку особняк мільйонера Ігнатищева, дореволюційного власника Іванівського пивзаводу. Будівля побудована як житловий особняк на одну сім'ю по проекту архітектора О. М. Бекетова в стилі класицизму з елементами бароко та модерну. В 1922—1928 рр. у будинку перебувала Рада Народних Комісарів УСРР, що переїхала з вул. Дарвіна, 2 та згодом з'їхала в побудований 1928 року Держпром. Наразі — Харківський художній музей. | 1922—1928 роки        | Харків, вул. Жон Мироносиць, 11 |            | 381-Ха          |
| Будівля комерційного клубу та оперний театр Колишнє приміщення оперного театру, в якому зараз розміщено обласну філармонію | 1829, 1885, 1932 роки | Харків, вул. Римарська, 21      |            | 323-Ха          |
| Будівля ломбарду Будівля побудована по проекту архітектора Б. Н. Корнієнка, фасад із червоної цегли, виконаний у псевдодавньоруському стилі; головний фасад виходить на Університетську вулицю й є триповерховим з рустованим перший поверхом, а фасад, що виходить на площу Конституції — п'ятиповерховий і оформлений скромніше (тому що спочатку виходив у внутрішній двір, але під час Німецько-радянської війни прилеглі будинки були зруйновані та дворовий фасад став виходити на тодішню площу Тевелєва). Наразі — Харківський історичний музей імені М. Ф. Сумцова. | 1908 рік              | Харків, вул. Університетська, 5 |            | 434-Ха          |

## Балаклійський район
У Балаклійському районі знаходиться один об'єкт культурної спадщини України, що занесено до Державного реєстру нерухомих пам'яток України та не підлягає приватизації:
| Найменування пам'ятки                | Час створення  | Місце розташування (адреса) | Зображення | Охоронний номер |
| ------------------------------------ | -------------- | --------------------------- | ---------- | --------------- |
| Петрівська фортеця Української лінії | 1731—1742 роки | с. Петрівське               |            | 1606            |

## Барвінківський район
У Барвінківському районі знаходиться один об'єкт культурної спадщини України, що занесено до Державного реєстру нерухомих пам'яток України та не підлягає приватизації:
| Найменування пам'ятки                | Час створення | Місце розташування (адреса) | Зображення | Охоронний номер |
| ------------------------------------ | ------------- | --------------------------- | ---------- | --------------- |
| Тамбовська фортеця Української лінії | 1731 рік      | Секретарівка                |            | 1607            |

## Великобурлуцький район
У Великобурлуцькому районі знаходиться чотири об'єкти культурної спадщини України, що занесено до Державного реєстру нерухомих пам'яток України та не підлягають приватизації:
| Найменування пам'ятки                | Час створення  | Місце розташування (адреса)                 | Зображення | Охоронний номер |
| ------------------------------------ | -------------- | ------------------------------------------- | ---------- | --------------- |
| Будинок, у якому жив Г. С. Сковорода | XVIII ст.      | смт Великий Бурлук, вул. Сільгосптехніки, 4 |            | 601             |
| Церква Іоанна Предтечі               | 1907—1913 роки | с. Гнилиця                                  |            | 521-Ха          |
| Здвиженська церква                   | 1808 рік       | с. Гнилиця                                  |            | 522-Ха          |
| Земське училище                      | 1912 рік       | с. Шипувате                                 |            | 648             |
| Будівля Церковно-парафіяльної школи  | 1910 рік       | с. Шипувате                                 |            | 649             |

## Зачепилівський район
У Зачепилівському районі знаходиться два об'єкти культурної спадщини України, що занесено до Державного реєстру нерухомих пам'яток України та не підлягають приватизації:
| Найменування пам'ятки                 | Час створення  | Місце розташування (адреса) | Зображення | Охоронний номер |
| ------------------------------------- | -------------- | --------------------------- | ---------- | --------------- |
| Федорівська фортеця Української лінії | 1731 рік       | с. Залінійне                |            | 1609            |
| Козловська фортеця Української лінії  | 1731—1742 роки | с. Скалонівка               |            | 666             |

## Ізюмський район
У Ізюмському районі знаходиться три об'єкти культурної спадщини України, що занесено до Державного реєстру нерухомих пам'яток України та не підлягають приватизації (всі — в Ізюмі):
| Найменування пам'ятки     | Час створення | Місце розташування (адреса)    | Зображення | Охоронний номер |
| ------------------------- | ------------- | ------------------------------ | ---------- | --------------- |
| Народний будинок          | 1910 рік      | м. Ізюм, вул. Старопоштова, 39 |            | 678             |
| Будівля гімназії          | 1870 рік      | м. Ізюм, вул. Покровська, 34   |            | 679             |
| Залишки Ізюмської фортеці | 1681 рік      | м. Ізюм, гора Кременець        |            | 189             |

## Красноградський район
У Красноградському районі знаходиться дев'ять об'єктів культурної спадщини України, що занесено до Державного реєстру нерухомих пам'яток України та не підлягають приватизації (зокрема — 7 в Краснограді):
| Найменування пам'ятки                          | Час створення          | Місце розташування (адреса)        | Зображення | Охоронний номер |
| ---------------------------------------------- | ---------------------- | ---------------------------------- | ---------- | --------------- |
| Особняк Р. Ф. Шиндлера                         | 1914 рік               | м. Красноград, вул. Соборна, 55    |            | 686             |
| Присутні місця                                 | початок XIX ст.        | м. Красноград, вул. Соборна, 56    |            | 687             |
| Громадський будинок                            | початок ХХ ст.         | м. Красноград, вул. Бєльовська, 65 |            | 680             |
| Будівля банку                                  | кінець XIX-ХХ ст.ст.   | м. Красноград, вул. Бєльовська, 69 |            | 681             |
| Будівля земської управи                        | 1913 рік               | м. Красноград, вул. Бєльовська, 94 |            | 682             |
| «Шляховий палац»                               | середина XVIII ст.     | м. Красноград, вул. Полтавська, 76 |            | 689             |
| Бельовська фортеця Української оборонної лінії | 1731—1742 рр.          | м. Красноград                      |            | 1612            |
| Покровська церква                              | перша половина XIX ст. | с. Берестовенька                   |            | 548-Ха          |
| Іванівська фортеця Української оборонної лінії | 1731—1742 рр.          | сел. Калинівка                     |            | 1613            |

## Краснокутський район
У Краснокутському районі знаходиться п'ять об'єктів культурної спадщини України, що занесено до Державного реєстру нерухомих пам'яток України та не підлягають приватизації:
| Найменування пам'ятки                                   | Час створення                     | Місце розташування (адреса)          | Зображення | Охоронний номер |
| ------------------------------------------------------- | --------------------------------- | ------------------------------------ | ---------- | --------------- |
| Архангело-Михайлівська церква                           | 1880 рік                          | смт Краснокутськ, вул. Миру, 130     |            | 549-Ха          |
| Каразинський дендрологічний парк                        | кінець XVIII — початок XIX ст.ст. | смт Краснокутськ, вул. Каразінська   |            | 717             |
| Заміська садиба «Наталіївка»                            | кінець XVIII — початок ХХ ст.ст.  | смт Краснокутськ, сел. Володимирівка |            | 709/0           |
| зокрема, Спаська церква                                 | 1911—1913 роки                    | там же                               |            | 709/1           |
| зокрема, парк                                           | 80-ті роки XIX ст.                | там же                               |            | 709/2           |
| зокрема, водонапірна башта                              | кінець XIX — початок ХХ ст.ст.    | там же                               |            | 551/3-Ха        |
| зокрема, флігель                                        | кінець XIX — початок ХХ ст.ст.    | там же                               |            | 554/6-Ха        |
| зокрема, в'їзні ворота                                  | початок ХХ ст.                    | там же                               |            | 718/7           |
| зокрема, західні ворота                                 | початок ХХ ст.                    | там же                               |            | 718/8           |
| Комплекс лікарні для робітників Володимирської економії | 1892 рік                          | с. Мурафа                            |            | 720             |
| зокрема, корпус головний                                | 1892 рік                          | там же                               |            | 720/1           |
| зокрема, корпус службовий                               | 1892 рік                          | там же                               |            | 720/2           |
| зокрема, корпус службовий                               | 1892 рік                          | там же                               |            | 720/3           |
| зокрема, башта водонапірна                              | 1892 рік                          | там же                               |            | 720/4           |
| Покровська церква                                       | 1808—1809 роки                    | с. Пархомівка                        |            | 711             |

## Лозівський район
У Лозівському районі знаходиться один об'єкт культурної спадщини України, що занесено до Державного реєстру нерухомих пам'яток України та не підлягає приватизації:
| Найменування пам'ятки                          | Час створення  | Місце розташування (адреса) | Зображення | Охоронний номер |
| ---------------------------------------------- | -------------- | --------------------------- | ---------- | --------------- |
| Слобідська фортеця Української оборонної лінії | 1731—1742 роки | с. Павлівка Друга           |            | 1614            |

## Первомайський район
У Первомайському районі знаходиться два об'єкти культурної спадщини України, що занесено до Державного реєстру нерухомих пам'яток України та не підлягають приватизації:
| Найменування пам'ятки                            | Час створення  | Місце розташування (адреса) | Зображення | Охоронний номер |
| ------------------------------------------------ | -------------- | --------------------------- | ---------- | --------------- |
| Єфремівська фортеця Української оборонної лінії  | 1731—1742 роки | с. Єфремівка                |            | 1617            |
| Михайлівська фортеця Української оборонної лінії | 1731—1742 роки | с. Михайлівка               |            | 1618            |

## Печенізький район
У Печенізькому районі знаходиться один об'єкт культурної спадщини України, що занесено до Державного реєстру нерухомих пам'яток України та не підлягає приватизації:
| Найменування пам'ятки                                      | Час створення   | Місце розташування (адреса)     | Зображення | Охоронний номер |
| ---------------------------------------------------------- | --------------- | ------------------------------- | ---------- | --------------- |
| Будинок колишнього Ново-Бєлгородського каторжного централу | початок XIX ст. | смт Печеніги, вул. Незалежності |            | 1499            |

## Харківський район
У Харківському районі (передмісті Харкова) знаходиться один об'єкт культурної спадщини України, що занесено до Державного реєстру нерухомих пам'яток України та не підлягає приватизації:
| Найменування пам'ятки                | Час створення        | Місце розташування (адреса) | Зображення | Охоронний номер |
| ------------------------------------ | -------------------- | --------------------------- | ---------- | --------------- |
| Будинок, у якому жив Г. С. Сковорода | 70-ті роки XVIII ст. | смт Бабаї, пл. Михайлівська |            | 1435            |

## Чугуївський район
У Чугуївському районі (безпосередньо в Чугуєві) знаходиться один об'єкт культурної спадщини України, що занесено до Державного реєстру нерухомих пам'яток України та не підлягає приватизації:
| Найменування пам'ятки            | Час створення  | Місце розташування (адреса) | Зображення | Охоронний номер |
| -------------------------------- | -------------- | --------------------------- | ---------- | --------------- |
| Будинок, у якому жив І. Ю. Рєпін | 1876—1877 роки | м. Чугуїв, вул. Музейна, 8  |            | 1498            |

## Історія
Сорок об'єктів культурної спадщини від Харківської області були внесені до переліку пам'яток культурної спадщини, що не підлягають приватизації, 23 вересня 2008 року згідно з Законом України «Про Перелік пам'яток культурної спадщини, що не підлягають приватизації» № 574-VI.